# Lusigny-sur-Barse
Lusigny-sur-Barse és un municipi francès situat al departament de l'Aube i a la regió del Gran Est. L'any 2007 tenia 1.668 habitants.

## Demografia

### Població
El 2007 la població de fet de Lusigny-sur-Barse era de 1.668 persones. Hi havia 631 famílies de les quals 132 eren unipersonals (62 homes vivint sols i 70 dones vivint soles), 206 parelles sense fills, 256 parelles amb fills i 37 famílies monoparentals amb fills.
La població ha evolucionat segons el següent gràfic:
Habitants censats

### Habitatges
El 2007 hi havia 707 habitatges, 633 eren l'habitatge principal de la família, 44 eren segones residències i 30 estaven desocupats. 663 eren cases i 40 eren apartaments. Dels 633 habitatges principals, 479 estaven ocupats pels seus propietaris, 122 estaven llogats i ocupats pels llogaters i 32 estaven cedits a títol gratuït; 4 tenien una cambra, 30 en tenien dues, 79 en tenien tres, 169 en tenien quatre i 350 en tenien cinc o més. 460 habitatges disposaven pel capbaix d'una plaça de pàrquing. A 251 habitatges hi havia un automòbil i a 327 n'hi havia dos o més.

### Piràmide de població
La piràmide de població per edats i sexe el 2009 era:
| Homes | Edats   | Dones |
| ----- | ------- | ----- |
| 0     | 95 o +  | 0     |
| 0     | 90 a 94 | 8     |
| 12    | 85 a 89 | 16    |
| 8     | 80 a 84 | 12    |
| 12    | 75 a 79 | 28    |
| 32    | 70 a 74 | 20    |
| 36    | 65 a 69 | 20    |
| 36    | 60 a 64 | 32    |
| 44    | 55 a 59 | 28    |
| 24    | 50 a 54 | 44    |
| 68    | 45 a 49 | 68    |
| 72    | 40 a 44 | 48    |
| 60    | 35 a 39 | 60    |
| 40    | 30 a 34 | 48    |
| 32    | 25 a 29 | 40    |
| 36    | 20 a 24 | 48    |
| 36    | 15 a 19 | 40    |
| 80    | 10 a 14 | 60    |
| 88    | 5 a 9   | 68    |
| 32    | 0 a 4   | 28    |

## Economia
El 2007 la població en edat de treballar era de 1.081 persones, 801 eren actives i 280 eren inactives. De les 801 persones actives 744 estaven ocupades (418 homes i 326 dones) i 56 estaven aturades (15 homes i 41 dones). De les 280 persones inactives 89 estaven jubilades, 96 estaven estudiant i 95 estaven classificades com a «altres inactius».

### Ingressos
El 2009 a Lusigny-sur-Barse hi havia 671 unitats fiscals que integraven 1.806,5 persones, la mediana anual d'ingressos fiscals per persona era de 19.225 €.

### Activitats econòmiques
Dels 72 establiments que hi havia el 2007, 2 eren d'empreses alimentàries, 4 d'empreses de fabricació d'altres productes industrials, 14 d'empreses de construcció, 15 d'empreses de comerç i reparació d'automòbils, 3 d'empreses de transport, 6 d'empreses d'hostatgeria i restauració, 2 d'empreses financeres, 1 d'una empresa immobiliària, 9 d'empreses de serveis, 10 d'entitats de l'administració pública i 6 d'empreses classificades com a «altres activitats de serveis».
Dels 27 establiments de servei als particulars que hi havia el 2009, 1 era una oficina d'administració d'Hisenda pública, 1 gendarmeria, 1 oficina de correu, 1 una oficina bancària, 1 taller de reparació d'automòbils i de material agrícola, 2 paletes, 1 guixaire pintor, 3 fusteries, 3 lampisteries, 4 electricistes, 4 perruqueries, 2 veterinaris, 2 restaurants i 1 saló de bellesa.
Dels 7 establiments comercials que hi havia el 2009, 1 era una gran superfície de material de bricolatge, 1 una botiga de menys de 120 m², 2 carnisseries, 1 una llibreria, 1 una botiga d'electrodomèstics i 1 una joieria.
L'any 2000 a Lusigny-sur-Barse hi havia 16 explotacions agrícoles que ocupaven un total de 679 hectàrees.

## Equipaments sanitaris i escolars
El 2009 hi havia 1 farmàcia i 1 ambulància.
El 2009 hi havia 1 escola maternal i 1 escola elemental. Lusigny-sur-Barse disposava d'un col·legi d'educació secundària amb 493 alumnes.

## Poblacions més properes
El següent diagrama mostra les poblacions més properes.